# Backsteinbauwerke der Gotik/Verteilung Skandinavien-nördliche Ostsee
Diese Karte zeigt alle Orte der nördlichen Backsteingotik im nördlichen Umkreis der Ostsee.
Die Größe der Ortsmarken richtet sich nach der Anzahl der Gebäude am Ort. Sie ist insgesamt so gewählt, dass die Punkte in Verdichtungsräumen nicht zu sehr verschmelzen. Da bei der unbeschrifteten Version in Bildschirmgröße vereinzelte Orte mit nur einem Bauwerk verschwinden, gibt es hier eine größere Projektion zum Scrollen.
Schwarze Kringel markieren Orte ohne gotischen Backstein.